# Мохов, Александр Анатольевич
Алекса́ндр Анато́льевич Мо́хов (22 июня 1963, Вологодская область, РСФСР, СССР) — советский и российский актёр и режиссёр театра и кино, сценарист, продюсер и телеведущий. Заслуженный артист России (1995).

## Биография
Александр Мохов родился 22 июня 1963 года в Вологодской области в еврейской семье. Затем семья переехала в Приамурье, в город Шимановск (Амурская область), где он и окончил общеобразовательную школу № 176.
В 1982 году окончил Иркутское театральное училище, служил срочную службу в Советской армии, в артиллерийской учебной части, затем поступил в ГИТИС (мастерская О. Табакова), причём сразу на третий курс. По окончании ГИТИС в 1986 году был принят в труппу Московского театра-студии п/р Олега Табакова. Актёр также занят в спектаклях МХТ им Чехова и Александринского театра (Санкт-Петербург).
Cтавит спектакли как режиссёр-постановщик, в 2006 году в качестве режиссёра снял фильм «Алмазы на десерт». Как киноактёр дебютировал в 1986 году.
Преподаватель мастерство актёра в Школе-студии МХАТ, работал на телевидении (был ведущим программы «Сельский час»).
Поддержал военное вторжение России в Украину.
С 2022 года — актёр Театра сатиры.

## Семья

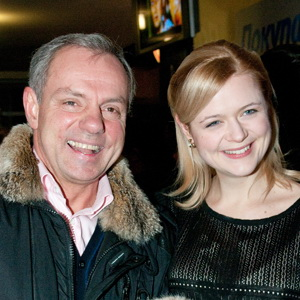
Мохов Александр и Дарья Калмыкова

Первый брак с 1985 по 2003 г. Сын — Семён Мохов, 1986 г. р., оператор.
Вторая жена — актриса Дарья Калмыкова. Были в браке с 2003 по 2015 г.Сын — Макар Мохов, родился в 2003 г.
Третья жена — украинская актриса Ирина Огородник.Сын — Матвей Мохов, родился в июле 2016 г.

## Признание и награды
- 1995 — Заслуженный артист России[1].

## Театральные работы

### Актёрские работы

#### Московский театр-студия п/р Олега Табакова
- «Полоумный Журден» — учитель фехтования
- «Крыша» — Иван Чмутин
- «Дыра» — Баламутенко
- «Процесс при закрытых дверях» — Гарсэн
- «Затоваренная бочкотара» — Глеб Шустиков
- «На благо Отечества» — Фримен Росс
- «Вера, любовь, надежда» — Клостермайер
- «Ревизор» — Абдулин
- «Механическое пианино» — Петрин
- «Билокси-блюз» — Рой Сэлридж
- «Матросская тишина» — Митя Жучков
- «Звёздный час по местному времени» — Федя
- «Страсти по Бумбарашу» — Яша
- «Любовь как милитаризм» — Отец
- «Прощайте… и рукоплещите!» — Антонио
- «Отец» — доктор Остермарк
- «Провинциальные анекдоты» Вампилова — Анчугин
- «От четверга до четверга» — Станизлао Тромби

#### Московский художественный театр им. А. П. Чехова
- «Ю» — Андрей
- «Лес» — Восьмибратов

#### Александринский театр
- «Царь Эдип» — Царь Эдип

### Режиссёрские работы

#### Московский театр-студия п/р Олега Табакова
- «Процесс при закрытых дверях» Жана-Поля Сартра
- «Пули над Бродвеем» Вуди Алена
- «Кукла для невесты» Александра Коровкина
- «Леди Макбет Мценского уезда» Николая Лескова

## Фильмография

### Актёрские работы
- 1985 — Деньги для Марии (фильм-спектакль) — эпизод
- 1986 — Путешествие мсье Перришона — Жозеф, адъютант майора Матье
- 1987 — Кресло / Kreslo — Кононенко
- 1988 — Защитник Седов — начальник коллегии защитников
- 1989 — Женщины, которым повезло — Глеб
- 1989 — Беспредел — «Абрашка», зэключённый Вениамин Гендельман
- 1990 — Крыша (фильм-спектакль) — Иван Чмутин
- 1990 — Мордашка — хозяин квартиры
- 1991 — Отель «Эдем» — Саша, муж Нади
- 1991 — Люми — Сигис, пожарный инспектор
- 1991 — Ревизор (фильм-спектакль) — Абдулин, купец
- 1992 — Высшая мера —
- 1993 — Серые волки — Владимир Сорокин, капитан контрразведки КГБ СССР
- 1993 — Звёздный час по местному времени (фильм-спектакль) — Федя
- 1993 — Лихая парочка — Холостяков
- 1994 — Письма в прошлую жизнь
- 1993 — Жизнь и необычайные приключения солдата Ивана Чонкина — лейтенант Мелешко, лётчик
- 1995 — Московские каникулы — дежурный по отделению милиции
- 1995 — Дом — Павел Власов
- 1996 — Кафе «Клубничка» — воришка / жулик
- 1996 — Барханов и его телохранитель — милиционер
- 1997 — Война окончена. Забудьте... — Виталик, доставщик гуманитарной помощи
- 1998 — Сибирский цирюльник — офицер у Бутырской тюрьмы
- 1998 — Репетиция с Арнольдом (короткометражный) —
- 1998 — Фантазия на заданную тему (короткометражный) —
- 1999 — Д. Д. Д. Досье детектива Дубровского — «Шмель», зэключенный в камере в Чите
- 2000 — Вместо меня — сержант милиции
- 2000 — Любовь.ru
- 2000 — Империя под ударом — офицер
- 2000 — Фортуна — Леонид Брагин
- 2000 — На дне (фильм-спектакль) — Андрей Митрич Клещ, слесарь
- 2001 — Мужская работа — Алексей Столяров, майор («Леший»)
- 2000 — 2001 — Дальнобойщики (восемнадцатая серия «Форс-мажор») — Виктор
- 2001 — Сыщики (серии «Знак Иуды», «Октябрёнок с самолётиком») — Геннадий Загашников, милиционер-взяточник
- 2002 — Две судьбы — Иван Григорьев, муж Веры
- 2002 — Ковчег — укротитель
- 2002 — Мужская работа 2 — Алексей Столяров, майор («Леший»)
- 2003 — Инструктор — Колчин
- 2003 — Ищу невесту без приданого — Дед Мороз
- 2003 — Участок — Василий Анатольевич Суриков
- 2004 — О любви в любую погоду — Сыкин
- 2004 — Тайна «Волчьей пасти» — прапорщик Козлов
- 2004 — МУР есть МУР — Владлен Греков, инструктор райкома ВЛКСМ, одноклассник Александра Смирнова
- 2004 — Смерть Таирова — Климент Ворошилов
- 2004 — Узкий мост — актёр в боевике
- 2004 — Даша Васильева. Любительница частного сыска 2 — Степан
- 2004 — Плакальщик, или новогодний детектив — Павел Стручков, актёр
- 2004 — Смерть Таирова — Климент Ефремович Ворошилов, Маршал Советского Союза
- 2004 — Формула — Алексей Рогожин, Лёха, репортер из "Формулы роста"
- 2005 — Две луны —
- 2005 — МУР есть МУР 2 — Владлен Греков
- 2005 — Есенин — Михаил Фрунзе
- 2005 — Побег — проводник
- 2005 — Примадонна — Гена Соловых, муж Зойки
- 2005 — МУР есть МУР — Владлен Андреевич Греков
- 2006 — Заколдованный участок — Василий Анатольевич Суриков
- 2006 — Московская история — Семёнов
- 2006 — Своя чужая сестра — Иван
- 2006 — Фартовый — старшина Стадник
- 2007 — Громовы. Дом надежды — Олег, муж Люси
- 2007 — Морская душа — Егоров, капитан второго ранга
- 2008 — Александр Македонский — Влас
- 2009 — Весельчаки — товарищ Пономарин
- 2008 — Братаны — Кирилл Михайлович Сухов, полковник УБОП
- 2010 — Дом Солнца — Владлен Александрович, отец Саши Сергеевой
- 2010 — Братаны 2 — Сухов, заключённый
- 2010 — Утомлённые солнцем 2. Предстояние — Климент Ворошилов
- 2010 — У каждого своя война — Федя
- 2010 — Учитель в законе. Продолжение — Сергей Эдуардович Афанасьев, майор милиции, «оборотень в погонах»
- 2010 — Банды — Андрей Геннадьевич Пыряев, главарь банды
- 2010 — Когда зацветёт багульник — Фёдор Иванович Телегин, фермер
- 2011 — Люба. Любовь — Сергей
- 2011 — Одуванчик — Андрианов
- 2011 — Ельцин. Три дня в августе — Валерий Фёдорович Лебедев, заместитель председателя КГБ СССР В. А. Крючкова
- 2011 — Белый человек — Виктор Стрельцов
- 2012 — Мечты из пластилина — Сергей Петрович Маленко, отец Оксаны
- 2011 — Лесник (фильм № 11 «Воришка») — Геннадий Рындин, глава семейного детского дома
- 2011 — Люба. Любовь — Сергей Михаилович Караваев, отец Любы
- 2011 — Одуванчик — Андрианов-отец
- 2011 — У каждого своя война — Фёдор Иванович, прораб в трамвайном депо
- 2013 — Тайный город — Корнилов, майор, начальник особого отдела полиции Москвы
- 2014 — Пока станица спит — Пётр Аверьянович Колеванов
- 2014 — Контуженый — Геннадий Сергеевич Скоков, тренер
- 2014 — Тайный город 2 — Корнилов, майор, начальник особого отдела полиции Москвы
- 2014 — Последний янычар — Пётр Аверьянович Колеванов
- 2015 — Тайный город 3 — Корнилов, майор, начальник особого отдела полиции Москвы
- 2016 — Подкидыши — Иван Иванович Трофимов, бизнесмен, спонсор родильного дома
- 2017 — Следствие любви — Сергей Поляков, подполковник, заместитель начальника УМВД
- 2017 — Трасса смерти — Иван Аркадьевич Рязанцев, полковник полиции, начальник РОВД «Домодедово»
- 2017 — Подкидыши 2 — Иван Иванович Трофимов, бизнесмен, спонсор родильного дома
- 2018 — Любовь по приказу — Борис Ефремович Зайков, заведующий отделом культуры Ленинградского обкома партии
- 2017 — В небе за мечтой — летчик
- 2017 — Подкидыши 2 — Иван Иванович Трофимов, бизнесмен, спонсор роддома
- 2017 — Тот, кто читает мысли — Игорь Анатольевич Минаев
- 2019 — Это не всегда —
- 2019 — Как долго я тебя ждала — Антон Викторович Якимов, отец Романа, полицейский
- 2019 — Скажи что-нибудь хорошее — Василий Кузьмич Прохоров, председатель сельсовета
- 2019 — Призраки Замоскворечьея — Селиванов
- 2019 — Пряный вкус любви — Михаил
- 2019 — Сенсор —
- 2019 — Страсти по Зинаиде — Андрей Борисович, директор завода
- 2020 — Алмазная корона — Дёмин
- 2020 — Бывшие — Фёдоров
- 2020 — День святого Валентина — отец
- 2020 — Детектив на миллион 2 — Климов
- 2020 — Детектив на миллион 3 — Климов
- 2020 — Хрустальная мечта — Виктор
- 2020 — Чужие дети — продюсер
- 2021 — Без тебя — Анатолий
- 2021 — Гром среди ясного неба — Николай
- 2021 — Укрощение свекрови. Продолжение — Громов
- 2022 — Ты меня никогда не забудешь — Коростылёв
- 2023 — Белая лилия — Байбаков
- 2023 — Хоккейные папы — тренер из Москвы
- 2023 — Яблоко раздора —
- 2025 — Аллигатор (в производстве) —

### Режиссёрские работы
- 2006 — Алмазы на десерт
- 2007 — Учитель в законе
- 2008 — Песочный дождь
- 2009 — Братаны
- 2010 — Учитель в законе. Продолжение
- 2011 — Ельцин. Три дня в августе
- 2012 — Белый человек
- 2013 — Тайный город
- 2013 — 2014 — Пока станица спит
- 2014 — Тайный город 2
- 2014 — Последний янычар
- 2020 — Несладкое предложение
- 2020 — Мой милый найдёныш
- 2020 — День Святого Валентина
- 2021 — В плену у прошлого

### Сценарные работы
- 2007 — Учитель в законе
- 2008 — Песочный дождь
- 2009 — Братаны
- 2010 — Учитель в законе. Продолжение

### Продюсерские работы
- 2012 — Белый человек (генеральный продюсер)